# Suku (Ethnie)
Die Suku sind eine Ethnie, die im Südwesten der Demokratischen Republik Kongo, früher Zaïre, und im Norden von Angola lebt. Es werden ca. 400.000 Suku gezählt, von denen jedoch lediglich ca. 130.000 ihre Sprache Kisuku, die zu den Bantusprachen gerechnet wird, sprechen.

## Kultur und Religion
Die Suku sind durch ihre Holzskulpturen bekannt, die sowohl religiöse Figuren und Objekte der Zauberei umfassen, als auch Gegenstände des täglichen Lebens wie Tassen, Fliegenwedel und Kämme. Besonders eindrucksvoll sind komplizierte Masken, die bei den Initiationszeremonien Verwendung finden.
In der Religion der Suku gibt es einen Schöpfer, Ndzambyaphuungu, der im Himmel residiert und der für Leben und Tod und alle geheimnisvollen Fragen des menschlichen Lebens verantwortlich ist. Er wird nicht angebetet oder besonders geehrt. Stattdessen konzentrieren sich die religiösen Feierlichkeiten auf die Verehrung der Ältesten des Stammes und der Vorfahren, der bambuta. Der Tod eines Ältesten ist der Anlass für eine öffentliche Zeremonie, die von anderen Ältesten vollzogen wird. Die Ahnen werden auf Lichtungen im Wald geehrt, auf denen unter Ausschluss von Außenstehenden und weiblichen Personen Opfer und Geschenke niedergelegt werden. Des Weiteren ehrt man die Ahnen, indem man die Traditionen bewahrt und an den Grabstätten der Vorfahren Opfer bringt.

## Geschichte
Die Geschichte der Suku ist eng mit der der Yaka verbunden. Beide Ethnien zogen sich im 17. Jahrhundert aus dem heutigen Angola nach Norden zurück, um so dem politischen Druck durch das Königreich Lunda zu entkommen. Erst nach dem Untergang des Lunda-Königreichs im 19. Jahrhundert konnten sich die Suku unabhängig von den Yaka entwickeln.

## Politisches System
Bei den Suku besteht ein matrilineares Abstammungssystem. Die Einzelpersonen können ihre Abstammungen drei bis vier Generationen tief nachvollziehen. Die Dorfchefs (Häuptlinge) stammen normalerweise von den ursprünglichen Landnehmern ab und werden von paramount chiefs überwacht und kontrolliert. Dieses System wird auch heute noch von den Behörden des Kongo bei der Verwaltung der Suku benutzt.
Personen mit besonderen Kenntnissen bei den Ritualen sowie Heiler üben weiterhin einen gewissen Einfluss auf die lokale Politik aus.

## Wirtschaft
Traditionell werden bei den Suku, fast nur durch die Frauen, neben Gemüsen und Obst Yams, Maniok und Erdnüsse angebaut. Die Frauen sammeln in den umliegenden Wald- und Buschgebieten Nüsse, wilde Beeren und Wurzeln, während die Männer den Speiseplan durch die Jagd mit Hunden pflegen. Diese Jagden sind für das Selbstverständnis der Männer von großer Bedeutung, obwohl der Beitrag zur Ernährung relativ gering ist. Fischfang in den Flüssen wie dem Kwango wird gelegentlich betrieben.
In der neuesten Zeit haben die angelegten Plantagen mit Ölpalmen eine große Bedeutung erhalten. Palmöl und Palmkerne spielen in der Küche der Suku und im Handel eine große Rolle.

## Geografie
Die Siedlungen der Suku befinden sich generell auf den Hochflächen zwischen den tief eingeschnittenen Tälern der Flüsse zwischen dem Kongo und dem Kwilu. In der Republik Kongo gehören die Siedlungen zur Provinz Bandundu.